# Мошкан (Марказі)
Мошкан (перс. مشكان) — село в Ірані, у дегестані Машгад-е Мікан, у Центральному бахші, шахрестані Ерак остану Марказі. За даними перепису 2006 року, його населення становило 87 осіб, що проживали у складі 25 сімей.

## Клімат
Середня річна температура становить 13,10 °C, середня максимальна – 33,47 °C, а середня мінімальна – -10,42 °C. Середня річна кількість опадів – 278 мм.
| Клімат поселення                              | Клімат поселення | Клімат поселення | Клімат поселення | Клімат поселення | Клімат поселення | Клімат поселення | Клімат поселення | Клімат поселення | Клімат поселення | Клімат поселення | Клімат поселення | Клімат поселення | Клімат поселення |
| Показник                                      | Січ.             | Лют.             | Бер.             | Квіт.            | Трав.            | Черв.            | Лип.             | Серп.            | Вер.             | Жовт.            | Лист.            | Груд.            |                  |
| Середній максимум, °C                         | 7,86             | 10,84            | 15,99            | 20,31            | 25,01            | 31,96            | 33,47            | 32,31            | 27,80            | 21,72            | 15,28            | 8,58             |                  |
| Середня температура, °C                       | −1,28            | 1,70             | 6,86             | 11,17            | 15,86            | 22,82            | 26,96            | 25,80            | 21,27            | 15,20            | 8,76             | 2,06             |                  |
| Середній мінімум, °C                          | −10,42           | −7,43            | −2,28            | 2,04             | 6,73             | 13,69            | 20,44            | 19,30            | 14,76            | 8,68             | 2,25             | −4,45            |                  |
| Норма опадів, мм                              | 41               | 38               | 50               | 34               | 29               | 4                | 1                | 1                | 0                | 11               | 27               | 42               |                  |
| Середньомісячна швидкість вітру, м/с          | 2.00             | 2.04             | 3.24             | 3.14             | 2.88             | 2.61             | 2.62             | 2.50             | 2.25             | 2.20             | 1.78             | 2.11             |                  |
| Середньомісячна сонячна радіація, кДж/м²·день | 8896             | 12394            | 14785            | 18294            | 22234            | 26865            | 25883            | 24030            | 20985            | 15525            | 10877            | 8788             |                  |
| --------------------------------------------- | ---------------- | ---------------- | ---------------- | ---------------- | ---------------- | ---------------- | ---------------- | ---------------- | ---------------- | ---------------- | ---------------- | ---------------- | ---------------- |
| Джерело:                                      |                  |                  |                  |                  |                  |                  |                  |                  |                  |                  |                  |                  |                  |